# Serratoppia serrata
Serratoppia serrata är en kvalsterart som först beskrevs av Mihelcic 1956.  Serratoppia serrata ingår i släktet Serratoppia och familjen Oppiidae. Inga underarter finns listade i Catalogue of Life.